# 神さまの怨結び
『神さまの怨結び』（かみさまのえんむすび）は、守月史貴による日本の漫画。当初は『チャンピオンRED いちご』（秋田書店）にて、Vol.43（2014年5月号）からVol.45（2014年9月号）まで連載していたが、同誌の休刊後に『チャンピオンRED』（同社刊）へ移籍し、2015年7月号から2021年11月号まで連載。

## 登場人物

### 主要人物
蛇（くちなわ）
「怨結びの呪い」を授ける女神。一人称は妾（わらわ）。かつては男女を結びつける「赤縄」の者であったが、朽ちて変質した縄となったため「クチナワ」と名乗っている。
己の封印を解くために呪いを授けている。
自身を縛る封印のために人間の心の機微には疎い。甘い物が好物。姿を子供や大人に変化できる。
クビツリ
蛇の使い。左腕を失っている目付きの悪い青年。
蛇の神社で自殺をして以降、蛇に「クビツリ」と命名され呪いを求める者を誘う役目を担っている。
当初は、依頼人を騙して呪いを与える蛇の行動が気に入らず、いずれは蛇を殺そうと思っていた。そのため犠牲者をこれ以上出さないように行動する。
左腕は叶と『怨』を結ぶのを拒むために、蛇に頼み断ち切っている。
生前の記憶を失っているが、本人は後に身元調査をした警察から22歳で行方不明となった「九来木辰巳」という人間である可能性があると伝えられた。幼少のころにかつて「オバケ神社」と呼ばれた蛇のいる神社を訪れており、その時に蛇と出会っていた。
紅（こう）
突如出現した新たな怨結びの神。蛇とは違い怨結びを終わらせるつもりはない模様。

### 呪いの取得者及び関係者
櫻（さくら）
クビツリの仲介による「怨結びの呪い」の最初の犠牲者。巨乳。
小学生のころから胸の発育がよく、同級生の「稲葉」より胸の大きさを執拗にからかわれていたことから「稲葉」を消失させることを願っていたところ、クビツリと遭遇する。
「稲葉」との初体験の最中に片想いの裏返しとして自分をいじめていたことに気付くも、「怨結びの呪い」が発動して「稲葉」を消失させてしまい、自身も代償として恋愛感情を喪失した。その2年後、稲葉を消してしまった罪悪感から何人もの男子と付き合ったが、喪失感は埋まっていない。
現在は「少年八課」所属の刑事となり「怨結びの呪い」を解明するべく蛇を追っている。
安登 まつり（あとう まつり）
眼鏡をかけた少女。学校では委員長。予備校でも看板と呼ばれるほど成績優秀。虫が苦手。
揺を虐待から救うために彼の義父を消失させることを望んで「怨結びの呪い」を図るも、千石揺は彼女を助けようとして義父を殺してしまい、その罪から彼を救うため怨を結び、代償として自身の魂を喪失した。
名無（なな）
被害者の会の代表。代償で自我を失ったまつりの体に、まつりの流産となった子供の人格が宿った模様。
千石 揺（せんごく ゆるぎ）
まつりのクラスメイトの少年。母親を亡くし（実の父親については不明）、その再婚相手の義父に7年もの間、虐待を受けており、学校も欠席してアルバイトで生計を支えている。
後に義父が「怨結びの呪い」で消そうとするまつりの誘いに乗り、彼女を襲おうとしていたところを助けに入り、結果的に義父をバットで撲殺してしまう。
乙梨 叶（おとなし きょう）
クラスメイトにいじめられている少女。いじめの一環として面白半分に「怨結びの呪い」をかけるよう唆されていたところクビツリに遭遇し、彼に叱られたことで恋愛感情を抱くようになる。
普段は天然気味でおっとりした様子だが、好きな相手に対しては強く執着し、邪魔者の殺傷や性的な献身も厭わないヤンデレ気質。巨乳。
クビツリを蛇から解放するため行動する。
如月 千緒子（きさらぎ ちおこ）
少女。活発な性格。幼いころに両親を亡くした後、自身を育ててくれた年齢の離れた従兄弟に、衝動的に呪いをかけてしまった。その後、駅で自殺をしようとしたところナナに声をかけられている。
後悔に苛まれており、再びクビツリと会った際も蘇りを懇願していた。
美影（みかげ）
少女。廃墟巡りが趣味。廃墟で偶然会った冬輝に会う内に惹かれていった。
中学2年生のときに学校帰りにふと立ち寄った廃墟に背徳感を感じてはまってしまっている。
ファーストキスの相手は冬輝。
呪いを得るが結局使わず呪い返しとなった。
冬輝（ふゆき）
女装を好む男子。優等生。一人称は僕（ぼく）。
女装した自分を撮るために学生寮を抜け出して、廃墟で写真を撮っていた。
江西 知霧（えにし ちぎり）
女子学生。男嫌い。
母親とは仲が悪く、知霧の顔が蒸発した夫にそっくりなため。
伊織の彼氏に性行為を強要されたが、逆に彼氏を奪ったと決めつけられ学内で孤立し、いじめの標的にされていた時、浦見台と知り合う。
いじめの標的にされていたところ、浦見台に庇ってもらい好意を抱く。
彼をいじめる者から守るため呪いの重ねかけを行った。呪いをかけるたび自身の存在が消えていき、最後には和解した母のみに見えるだけとなった。
浦見台（うらみだい）
知霧の同級生。男性。日根岸たちに苛められている。苛められている不満をノートに書いていた。
伊織
知霧の友人。彼女の彼氏が知霧に酒を飲ませ性行為を強要した。
太志
知霧の継父。最初から知霧を狙っており、彼女を強姦した後に怨結びの呪いによって消失した。消失する前に知霧に写真たてで頭を殴打されていた。
江西知恵美（えにし）
知霧の母。元夫に似ている知霧を無意識に遠ざけていた。知霧には元夫が亡くなったと嘘をついていた。
日根岸
浦見台をいじめていた。知霧によって、仲間2人と後に自身も消失させられた。
鳥羽 渚（とば なぎさ）
美術部所属。女性。勲の結婚を聞いて、怨結びによって勲を脅迫して肉体関係を持つ。郷地と怨を結び左手を遺し消失した。
郷地 勲（ごうち いさお）
美術部顧問。彫刻を得意とする。手に拘りを持つ。後に蛇から怨結びをもらう。
霞（かすみ）
郷地の妻。郷地の妹の友人でもある。
宇良上 月乃（うらうえ つきの）
日向の妹。オカルトを好む。姉に憧れと共に無意識に憎悪も持っていた。リサの提案で亡姉を呼ぶ降霊術を行った後、自身を日向と思うようになる。実際には日向の日記を隠れて読んでいたことによる、自己暗示だった。日記だけでなく、SNSやプライベートなことも見て知っていた。囃と怨を結んだあと、事故に遭い、顔の右側に消えない傷ができる。
天野 リサ
月乃の友人。荏原学園高等部1年。月乃の変貌に衝撃を受け、少年八課の相談窓口に連絡する。
宇良上 日向（うらうえ ひなた）
月乃の姉。交通事故で死亡した。なお、成仏しておらず霊として月乃の傍らで終始見守っている。
安登 囃（あとう はやし）
生前の日向と付き合っていた。まつりの弟。日向とは、まつりの卒業アルバムによく映っていることから話を聞くために会い、そこから付き合うことになっている。月乃との怨結びによって自身の中の、日向の存在がなくなっている。

### その他の人物
安登（あとう）
警部。まつり・囃の父。娘を元に戻すため蛇やクビツリを追っている。
佐々 敏樹
櫻の後輩。男性。櫻に惹かれている。
角田 梨世（かくた りよ）
幽霊の見える少女。学生だが、社会人だと嘘を吐いており、幸司に惹かれ彼の傍に居たいあまり彼の亡妻・しのの生まれ変わりと述べる。クビツリを視た印象は、「人間の形態をしていないバケモノみたい」と表現している。
宮内幸司（こうし）
花屋の店主である初老の男。視力はほとんど無く、色が認識できるほど。彼が婿として入った花屋は潰れた神社の跡地にあり、御神木を神棚に祀っていた。亡くなった妻である紫乃（しの）との思い出を大事にしている。仕入れる花は義弟の店の品。以前、ある青年が訪ねてきた際その御神木を見せるが、その後マンションの駐車場で青年は首を吊っていた。死体は忽然と消え痕跡も発見されなかったため、警察や親族には見間違いと判断された。

## 書誌情報
- 守月史貴『神さまの怨結び』 秋田書店〈チャンピオンREDコミックス〉、全12巻
  1. 2014年11月20日発売[28]、ISBN 978-4-253-23570-9
  2. 2015年11月20日発売[29]、ISBN 978-4-253-23571-6
  3. 2016年6月20日発売[30]、ISBN 978-4-253-23573-0
  4. 2017年1月20日発売[31]、ISBN 978-4-253-23575-4
  5. 2017年8月18日発売[32]、ISBN 978-4-253-23578-5
  6. 2018年6月20日発売[33]、ISBN 978-4-253-23579-2
  7. 2019年1月18日発売[34]、ISBN 978-4-253-23580-8
  8. 2019年8月20日発売[35]、ISBN 978-4-253-23589-1
  9. 2020年4月20日発売[36]、ISBN 978-4-253-23591-4
  10. 2020年11月20日発売[37]、ISBN 978-4-253-23592-1
  11. 2021年5月20日発売[38]、ISBN 978-4-253-23613-3
  12. 2021年11月18日発売[39]、ISBN 978-4-253-23631-7